# Pietro Bonanni
Pour les articles homonymes, voir Bonanni.
Pietro Bonanni, né le 26 novembre 1792 à Carrare et mort le 15 juin 1821 à Washington, est un peintre italien actif aux États-Unis. 

## Biographie
Pietro Bonanni, né le 26 novembre 1792 à Carrare, est le fils de Giuseppe Antonio et d'Antonia Bertolini. À partir de 1809, il est inscrit à l'Académie des beaux-arts de cette ville, où il étudie la peinture avec Jean-Baptiste Frédéric Desmarais, et où il remporte un prix avec une peinture représentant La mort du comte Ugolino. En 1812, il se rend à Paris où il étudie avec Jacques-Louis David. Il retourne en Italie en 1814 et travaille à Rome et à Carrare comme portraitiste et peintre de paysages et d'histoire. De 1814 est son autoportrait peint à Paris et de 1816 une Scena del Decamerone (tous deux probablement conservés à Carrare).

### États-Unis
En 1816 ou 1817 il se rend aux États-Unis, où il est employé par le gouvernement fédéral pour décorer le nouveau Capitole de Washington. En 1818, il peint le portrait du sculpteur C. Franzoni (Washington, Capitole, bureau d'architectes en chef), qui fait également partie de la petite colonie d'artistes italiens chargés par le Congrès de travailler pour le Capitole. Vers 1819, Pietro Bonanni décore la demi-coupole en bois de la salle appelée aujourd'hui Salle des statues : peinte en trompe-l'œil, cette décoration simule un plafond lacunaire sur le type de la coupole du Panthéon à Rome, obtenant une surprenante illusion de relief, comme il apparaît clairement dans les gravures et peintures anciennes reproduisant cette salle. En 1901-1902, le plafond est remplacé par un autre, en matériau moins inflammable, qui reprend, en vrai relief, le modèle peint par Bonanni. Il ne reste aucune trace des peintures qu'il a exposées en 1819 à l'Académie des Beaux-Arts de Pennsylvanie à Philadelphie. Il meurt le 15 juin 1821 à Washington.